# Copa Korać 1996-97
La Copa Korać 1996-97 fue la vigésimo sexta edición de la Copa Korać, competición creada por la FIBA para equipos europeos que no disputaran ni la Copa de Europa ni la Recopa. Participaron 94 equipos, tres menos que en la edición anterior, estableciéndose un nuevo sistema de competición, con una ronda previa para que los 64 equipos restantes se repartieran en 16 grupos de 4, que darían acceso a los dieciseisavos de final. El campeón fue el equipo griego del Aris B.C., que lograba su primer título, derrotando en la final al conjunto turco del Tofaş S.K..

## Segunda ronda
|  | Los dos primeros clasificados avanzan a dieciseisavos de final |

|    | Equipo             | PJ | Pts | G | P | PF  | PC  | Dif. |
| -- | ------------------ | -- | --- | - | - | --- | --- | ---- |
| 1. | Aris               | 6  | 12  | 6 | 0 | 467 | 416 | +51  |
| 2. | Satex Maribor      | 6  | 8   | 2 | 4 | 470 | 484 | -14  |
| 3. | USK Erpet Praha    | 6  | 8   | 2 | 4 | 478 | 493 | -15  |
| 4. | Olimpija Slavoning | 6  | 8   | 2 | 4 | 468 | 490 | -22  |

|    | Equipo       | PJ | Pts | G | P | PF  | PC  | Dif. |
| -- | ------------ | -- | --- | - | - | --- | --- | ---- |
| 1. | Unicaja      | 6  | 11  | 5 | 1 | 501 | 408 | +93  |
| 2. | Beşiktaş     | 6  | 9   | 3 | 3 | 427 | 442 | -15  |
| 3. | Hapoel Holon | 6  | 8   | 2 | 4 | 489 | 491 | -2   |
| 4. | Queluz       | 6  | 8   | 2 | 4 | 429 | 505 | -76  |

|    | Equipo               | PJ | Pts | G | P | PF  | PC  | Dif. |
| -- | -------------------- | -- | --- | - | - | --- | --- | ---- |
| 1. | Beobanka             | 6  | 12  | 6 | 0 | 489 | 382 | +107 |
| 2. | Samara               | 6  | 8   | 2 | 4 | 463 | 508 | -45  |
| 3. | Montpellier          | 6  | 8   | 2 | 4 | 448 | 482 | -34  |
| 4. | Slovakofarma Pezinok | 6  | 8   | 2 | 4 | 447 | 475 | -28  |

|    | Equipo               | PJ | Pts | G | P | PF  | PC  | Dif. |
| -- | -------------------- | -- | --- | - | - | --- | --- | ---- |
| 1. | Rolly Pistoia        | 6  | 10  | 4 | 2 | 462 | 442 | +20  |
| 2. | Trane Castors Braine | 6  | 9   | 3 | 3 | 494 | 489 | +5   |
| 3. | Dendi                | 6  | 9   | 3 | 3 | 469 | 501 | -32  |
| 4. | TTL UniVersa Bamberg | 6  | 8   | 2 | 4 | 434 | 427 | +7   |

|    | Equipo                     | PJ | Pts | G | P | PF  | PC  | Dif. |
| -- | -------------------------- | -- | --- | - | - | --- | --- | ---- |
| 1. | Taugrés                    | 6  | 12  | 6 | 0 | 557 | 413 | +144 |
| 2. | Telecomp Vinkovci          | 6  | 8   | 2 | 4 | 438 | 478 | -40  |
| 3. | Go Pass Verviers-Pepinster | 6  | 8   | 2 | 4 | 441 | 480 | -39  |
| 4. | Nikol-Fert Gostivar        | 6  | 8   | 2 | 4 | 431 | 496 | -65  |

|    | Equipo           | PJ | Pts | G | P | PF  | PC  | Dif. |
| -- | ---------------- | -- | --- | - | - | --- | --- | ---- |
| 1. | Meysu            | 6  | 11  | 5 | 1 | 427 | 418 | +9   |
| 2. | Nancy            | 6  | 9   | 3 | 3 | 471 | 436 | +35  |
| 3. | Interier Krško   | 6  | 8   | 2 | 4 | 417 | 435 | -18  |
| 4. | Bipa-Moda Odessa | 6  | 8   | 2 | 4 | 443 | 469 | -26  |

|    | Equipo                 | PJ | Pts | G | P | PF  | PC  | Dif. |
| -- | ---------------------- | -- | --- | - | - | --- | --- | ---- |
| 1. | Nikas Peristeri        | 6  | 12  | 6 | 0 | 533 | 388 | +145 |
| 2. | Iva Zorka Pharma Šabac | 6  | 9   | 3 | 3 | 499 | 492 | +7   |
| 3. | Gießen 46ers           | 6  | 9   | 3 | 3 | 441 | 446 | -5   |
| 4. | Namika Lahti           | 6  | 6   | 0 | 6 | 393 | 540 | -147 |

|    | Equipo                 | PJ | Pts | G | P | PF  | PC  | Dif. |
| -- | ---------------------- | -- | --- | - | - | --- | --- | ---- |
| 1. | Mazowzanka             | 6  | 10  | 4 | 2 | 533 | 528 | +5   |
| 2. | Cagiva Varese          | 6  | 9   | 3 | 3 | 505 | 489 | +16  |
| 3. | Bnei Herzliya          | 6  | 9   | 3 | 3 | 496 | 500 | -4   |
| 4. | Cherno More Port Varna | 6  | 8   | 2 | 4 | 516 | 533 | -17  |

|    | Equipo                 | PJ | Pts | G | P | PF  | PC  | Dif. |
| -- | ---------------------- | -- | --- | - | - | --- | --- | ---- |
| 1. | Telemarket Virtus Roma | 6  | 11  | 5 | 1 | 476 | 426 | +50  |
| 2. | Tofaş S.K.             | 6  | 10  | 4 | 2 | 510 | 414 | +96  |
| 3. | KK Spartak Subotica    | 6  | 9   | 3 | 3 | 466 | 504 | -38  |
| 4. | Zalaegerszegi TE       | 6  | 6   | 0 | 6 | 399 | 507 | -108 |

|    | Equipo                  | PJ | Pts | G | P | PF  | PC  | Dif. |
| -- | ----------------------- | -- | --- | - | - | --- | --- | ---- |
| 1. | KK Kalev                | 6  | 11  | 5 | 1 | 529 | 498 | +31  |
| 2. | Turismo Andaluz Granada | 6  | 10  | 4 | 2 | 507 | 487 | +20  |
| 3. | BBC Steiner bayreuth    | 6  | 9   | 3 | 3 | 482 | 472 | +10  |
| 4. | Albacomp SZÜV           | 6  | 6   | 0 | 6 | 447 | 508 | -61  |

|    | Equipo                | PJ | Pts | G | P | PF  | PC  | Dif. |
| -- | --------------------- | -- | --- | - | - | --- | --- | ---- |
| 1. | AO Sporting           | 6  | 12  | 6 | 0 | 495 | 394 | +101 |
| 2. | CSK VVS Samara        | 6  | 9   | 3 | 3 | 503 | 512 | -9   |
| 3. | Plannja Basket        | 6  | 8   | 2 | 4 | 449 | 485 | -36  |
| 4. | Baník Cígeľ Prievidza | 6  | 7   | 1 | 5 | 462 | 518 | -56  |

|    | Equipo                | PJ | Pts | G | P | PF  | PC  | Dif. |
| -- | --------------------- | -- | --- | - | - | --- | --- | ---- |
| 1. | KK Benston            | 6  | 12  | 6 | 0 | 468 | 383 | +85  |
| 2. | Maccabi Rishon LeZion | 6  | 10  | 4 | 2 | 501 | 461 | +40  |
| 3. | Levallois SCB         | 6  | 8   | 2 | 4 | 449 | 449 | +0   |
| 4. | BC Sparta Praha       | 6  | 6   | 0 | 6 | 357 | 482 | +125 |

|    | Equipo         | PJ | Pts | G | P | PF  | PC  | Dif. |
| -- | -------------- | -- | --- | - | - | --- | --- | ---- |
| 1. | PAOK BC        | 6  | 12  | 6 | 0 | 587 | 424 | +163 |
| 2. | AD Ovarense    | 6  | 9   | 3 | 3 | 489 | 489 | +0   |
| 3. | Galatasaray    | 6  | 9   | 3 | 3 | 422 | 486 | -64  |
| 4. | Södertälje BBK | 6  | 6   | 0 | 6 | 451 | 550 | -99  |

|    | Equipo                     | PJ | Pts | G | P | PF  | PC  | Dif. |
| -- | -------------------------- | -- | --- | - | - | --- | --- | ---- |
| 1. | CB Cáceres                 | 6  | 12  | 6 | 0 | 554 | 471 | +83  |
| 2. | Estrella Roja              | 6  | 10  | 4 | 5 | 520 | 468 | +52  |
| 3. | LKS Spójnia Stargard       | 6  | 7   | 1 | 5 | 447 | 511 | -64  |
| 4. | Spartak de San Petersburgo | 6  | 7   | 1 | 5 | 482 | 553 | -71  |

|    | Equipo           | PJ | Pts | G | P | PF  | PC  | Dif. |
| -- | ---------------- | -- | --- | - | - | --- | --- | ---- |
| 1. | Benetton Treviso | 6  | 11  | 5 | 1 | 624 | 495 | +129 |
| 2. | KK Zrinjevac     | 6  | 11  | 5 | 1 | 553 | 491 | +62  |
| 3. | KK Olimpas       | 6  | 8   | 2 | 4 | 496 | 538 | -42  |
| 4. | KK Rogaška       | 6  | 6   | 0 | 6 | 464 | 613 | -149 |

|    | Equipo                    | PJ | Pts | G | P | PF  | PC  | Dif. |
| -- | ------------------------- | -- | --- | - | - | --- | --- | ---- |
| 1. | Tally Oberelchingen       | 6  | 11  | 5 | 1 | 520 | 458 | +62  |
| 2. | JDA Dijon                 | 6  | 10  | 4 | 2 | 475 | 439 | +36  |
| 3. | BC Echo Houthalen         | 6  | 8   | 2 | 4 | 510 | 535 | -25  |
| 4. | Clube do Povo de Esgueira | 6  | 7   | 1 | 5 | 457 | 530 | -73  |

## Dieciseisavos de final
| Equipo 1                | Agr.    | Equipo 2            | Ida    | Vuelta |
| ----------------------- | ------- | ------------------- | ------ | ------ |
| Satex Maribor           | 125–149 | Unicaja             | 65–90  | 60–59  |
| Beşiktaş                | 128–142 | Aris                | 64–65  | 64–77  |
| Samara                  | 124–179 | Rolly Pistoia       | 48–74  | 76–105 |
| Trane Castors Braine    | 138–167 | Beobanka            | 77–69  | 61–98  |
| Telecomp Vinkovci       | 133–134 | Meysu               | 70–72  | 63–62  |
| Nancy                   | 164–180 | Taugrés             | 84–78  | 80–102 |
| Iva Zorka Pharma Šabac  | 165–176 | Mazowzanka          | 81–77  | 84–99  |
| Cagiva Varese           | 159–164 | Nikas Peristeri     | 78–72  | 81–92  |
| Tofaş                   | 131–126 | Kalev               | 69–63  | 62–63  |
| Turismo Andaluz Granada | 153–164 | Telemarket Roma     | 88–70  | 65–94  |
| Samara                  | 145–179 | Benston             | 74–86  | 71–93  |
| Maccabi Rishon LeZion   | 138–140 | Sporting            | 62–61  | 76–79  |
| Ovarense                | 160–175 | Cáceres             | 79–73  | 81–102 |
| Crvena zvezda           | 186–202 | PAOK                | 99–102 | 87–100 |
| Zrinjevac               | 180–167 | Tally Oberelchingen | 100–89 | 80–78  |
| Dijon                   | 149–176 | Benetton Treviso    | 62–87  | 87–89  |

## Octavos de final
| Equipo 1        | Agr.    | Equipo 2         | Ida   | Vuelta |
| --------------- | ------- | ---------------- | ----- | ------ |
| Unicaja         | 141–117 | Rolly Pistoia    | 63–61 | 78–56  |
| Aris            | 141–138 | Beobanka         | 80–68 | 61–70  |
| Meysu           | 141–177 | Mazowzanka       | 72–80 | 69–97  |
| Taugrés         | 134–136 | Nikas Peristeri  | 83–70 | 51–66  |
| Tofaş           | 115–113 | Benston          | 64–57 | 51–56  |
| Telemarket Roma | 154–147 | Sporting         | 78–66 | 76–81  |
| Cáceres         | 169–152 | Zrinjevac        | 81–74 | 88–78  |
| PAOK            | 145–162 | Benetton Treviso | 85–78 | 60–84  |

## Cuartos de final
| Equipo 1        | Agr.    | Equipo 2         | Ida   | Vuelta |
| --------------- | ------- | ---------------- | ----- | ------ |
| Unicaja         | 131–144 | Mazowzanka       | 74–60 | 57–84  |
| Aris            | 139–136 | Nikas Peristeri  | 75–65 | 64–71  |
| Tofaş           | 145–134 | Cáceres          | 64–59 | 81–75  |
| Telemarket Roma | 135–154 | Benetton Treviso | 73–63 | 62–91  |

## Semifinales
| Equipo 1   | Agr.    | Equipo 2         | Ida   | Vuelta |
| ---------- | ------- | ---------------- | ----- | ------ |
| Mazowzanka | 150–167 | Tofaş            | 74–77 | 76–90  |
| Aris       | 163–160 | Benetton Treviso | 77–73 | 86–87  |

## Final
| Equipo 1 | Agr.    | Equipo 2 | Ida   | Vuelta |
| -------- | ------- | -------- | ----- | ------ |
| Aris     | 154–147 | Tofaş    | 66–77 | 88–70  |

| Campeón de la Copa Korać 1996–97 |
| -------------------------------- |
| Aris 1.er título                 |